# Baicalina reducta
Baicalina reducta är en nattsländeart som beskrevs av Martynov 1924. Baicalina reducta ingår i släktet Baicalina och familjen Apataniidae. Inga underarter finns listade i Catalogue of Life.